# Armitage Robinson
Joseph Armitage Robinson (9 janvier 1858 - 7 mai 1933) est un théologien britannique et prêtre de l'église anglicane. 
Robinson est un spécialiste de la Bible et des manuscrits bibliques. Il est doyen de Westminster de 1902 à 1911, puis doyen de la cathédrale de Wells de 1911 à 1933.

## Ouvrages
- Encyclopaedia Biblica (contributor), 1903.
- The Lausiac History of Palladius (Texts and Studies, vol. vi), Cambridge 1904.
- (avec Cuthbert Butler) The Lausiac History of Palladius, 1918.
- The Saxon Bishops of Wells, Londres, 1919.
- Somerset Historical Essays, Oxford, 1921.
- The Times of St. Dunstan, Oxford, 1923.
- Two Glastonbury Legends: King Arthur and Joseph of Arimathaea, Cambridge 1926. Reprinted in 2010 by Kessinger Publishing, LLC.  (ISBN 978-1-169-68948-0)